# یانگ هویان
یانگ هویان (انگلیسی: Yang Huiyan؛ زادهٔ ۱۹۸۱) کارآفرین، بازرگان و مدیر ارشد اجرایی چینی است، که در حال حاضر به‌عنوان رئیس هیئت مدیره شرکت‌های کانتری گاردن و کانتری گاردن چین فعالیت می‌کند.